# ウード1世 (ブルゴーニュ公)
ウード1世（フランス語：Eudes Ier, 1058年12月 - 1103年3月23日）は、ブルゴーニュ公（在位：1079年 - 1103年）。ブルゴーニュ公ロベール1世の息子アンリとその妻シビーユの次男。

## 生涯
1079年、ベネディクト会の修道士となるため退位した兄ユーグ1世の後を嗣いで公位に即いた。また、1101年の十字軍に参加し、その際に1101年に小アジアで死去した。

## 子女
ウード1世はブルゴーニュ伯ギヨーム1世の娘シビーユ（またはマオー、1065年 - 1101年）と結婚し、以下の子女をもうけた。
- エレーヌ（1080年 - 1141年） - トゥールーズ伯ベルトランと結婚、ポンチュー伯ギヨーム3世と結婚[4]
- フロリーヌ[4]（1083年 - 1097年） - デンマーク王子スヴェン（en、デンマーク王スヴェン2世子）と結婚
- ユーグ2世（1084年 -1143年）[4] - ブルゴーニュ公
- アンリ（1087年 - 1125年）[4] - 司祭